# Laura Ann Wilkinson
Laura Ann Wilkinson (Houston, Estados Unidos, 17 de noviembre de 1977) es una clavadista o saltadora de trampolín estadounidense especializada en plataforma de 10 metros, donde consiguió ser campeona mundial en 2005.

## Carrera deportiva
En el Campeonato Mundial de Natación de 2005 celebrado en Montreal (Canadá) ganó la medalla de oro en la plataforma de 10 metros, con una puntuación de 564 puntos, por delante de la australiana Loudy Tourky y la china Jia Tong; y en los Juegos Olímpicos de Sídney 2000 también ganó la medalla de oro en la misma prueba.